# Haga, Umeå

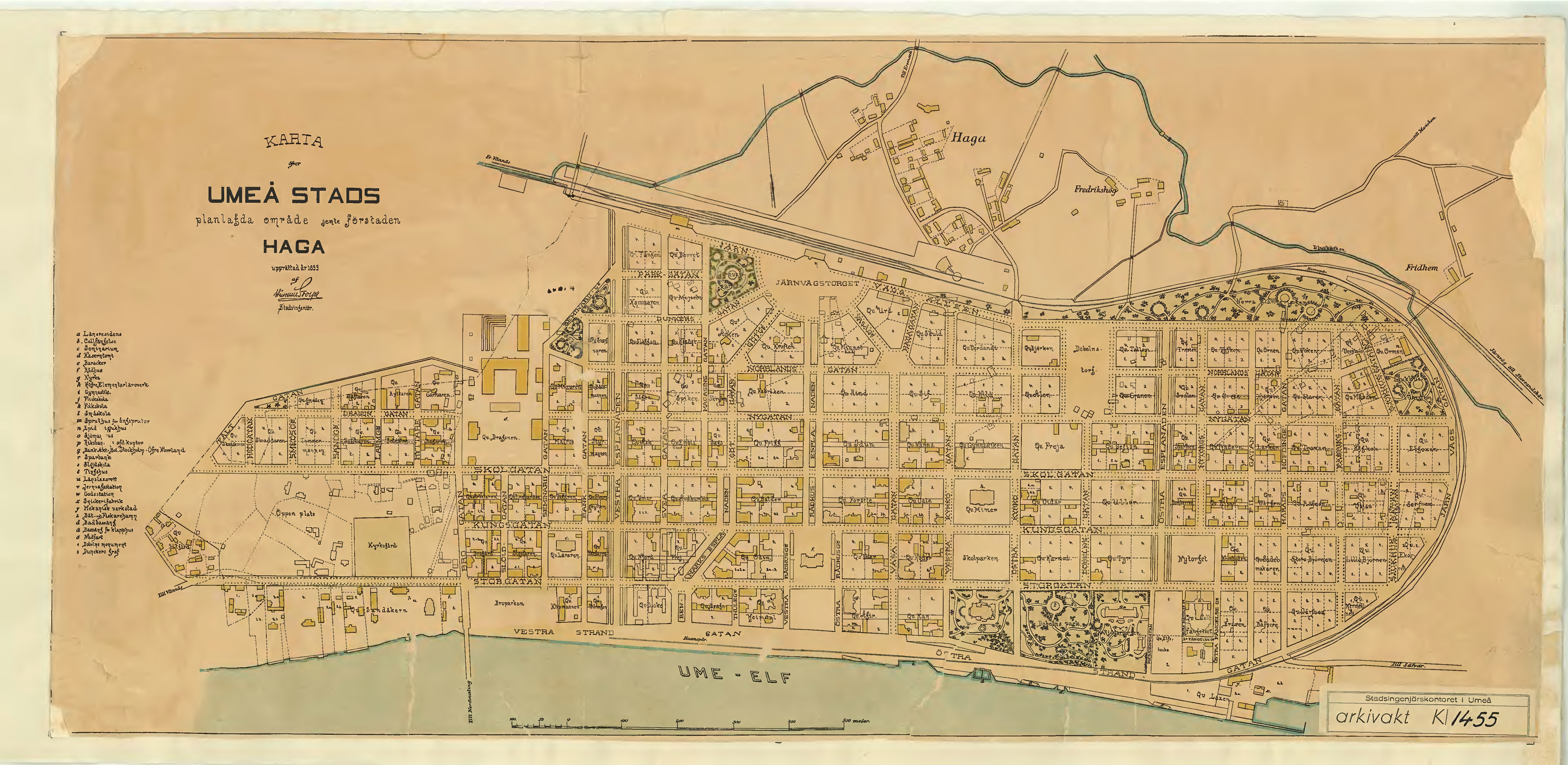
Haga och Fredrikshög på stadsplanen för Umeå stad år 1899.

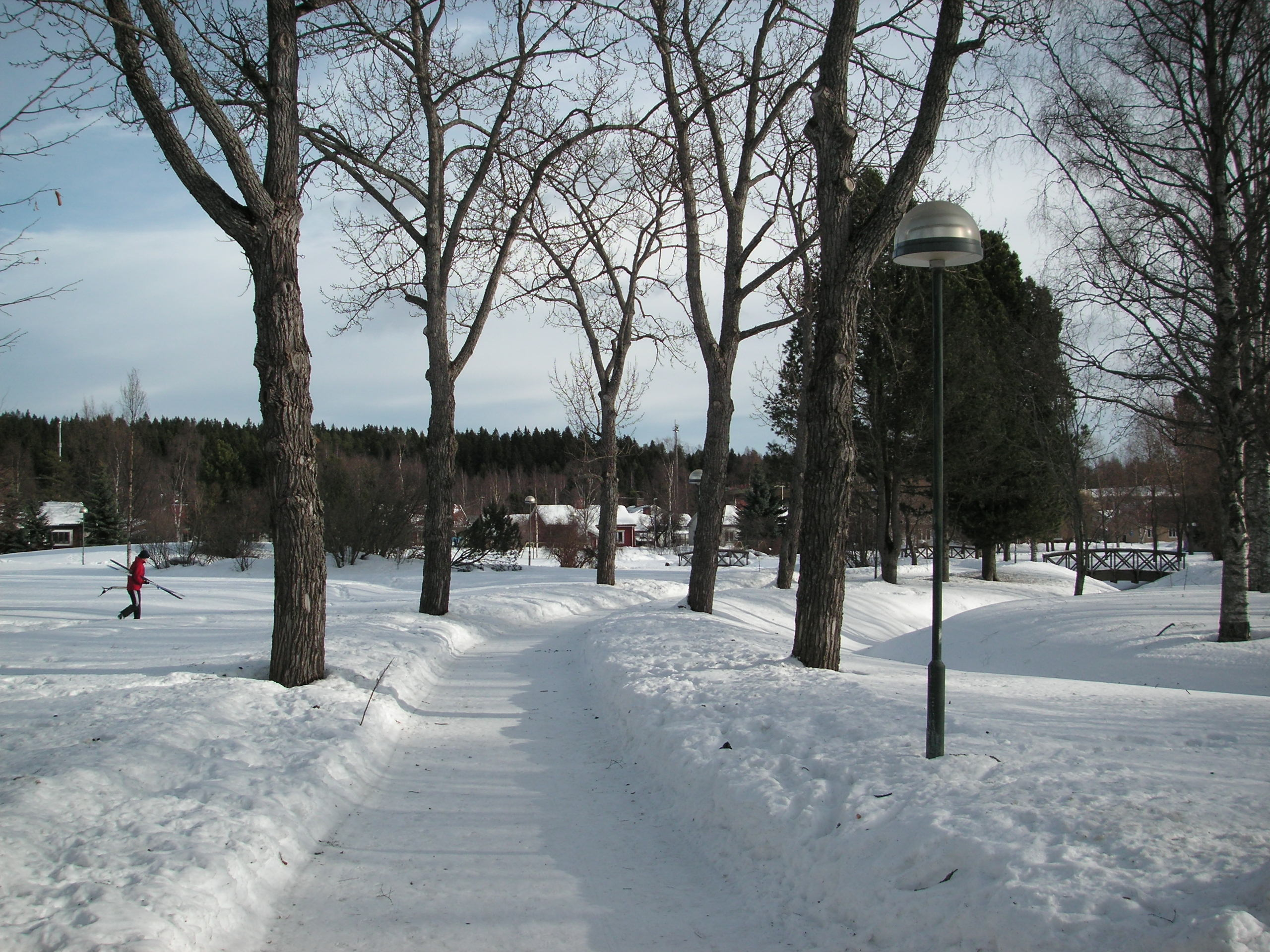
Hagaparken.

Haga är den stadsdel i Umeå som är belägen närmast norr om centrum. Det är en av Umeås äldsta stadsdelar, vars södra delar (närmast centrum) domineras av villabebyggelse från 1940-talet, medan det längre norrut finns ett varierat utbud av två- och trevånings hyres- och bostadsrättshus från sent 1940-tal och framåt. Haga och stadsdelen Sandbacka räknas ofta ihop, under benämningen Haga/Sandbacka, eller ibland lite felaktigt bara Haga.

## Geografi
Haga avgränsas i norr mot stadsdelen Sandbacka av gatan Sandaparken och i väst av länsväg 503 (tidigare E4) och det före detta regementsområdet för I20 (Västerbottens regemente), som numera hyser Umestans företagspark. I söder gränsar Haga mot järnvägen (Botniabanan), där gång- och cykeltunneln mot centrum domineras av konstverket Lev!. I öster finns friluftsområdet Gammlia och naturparken Stadsliden: vid dess kant ligger Umeå Sporthall (Gammliahallen) och Umeå Energi Arena (före detta Gammliavallen) – hemmaplan för fotbollslagen Umeå IK och Umeå FC.
Stadsdelen korsas i nord-sydlig riktning av Östra Kyrkogatan och i öst-västlig riktning av Hissjövägen (Länsväg 363). Dessutom sträcker sig ett genomgående parkstråk från Hagaskolan i nordväst längs Djupbäcken, först i sydostlig riktning och sedan rakt söderut fram till järnvägen och Järnvägsallén/Holmsundsvägen.

## Historia

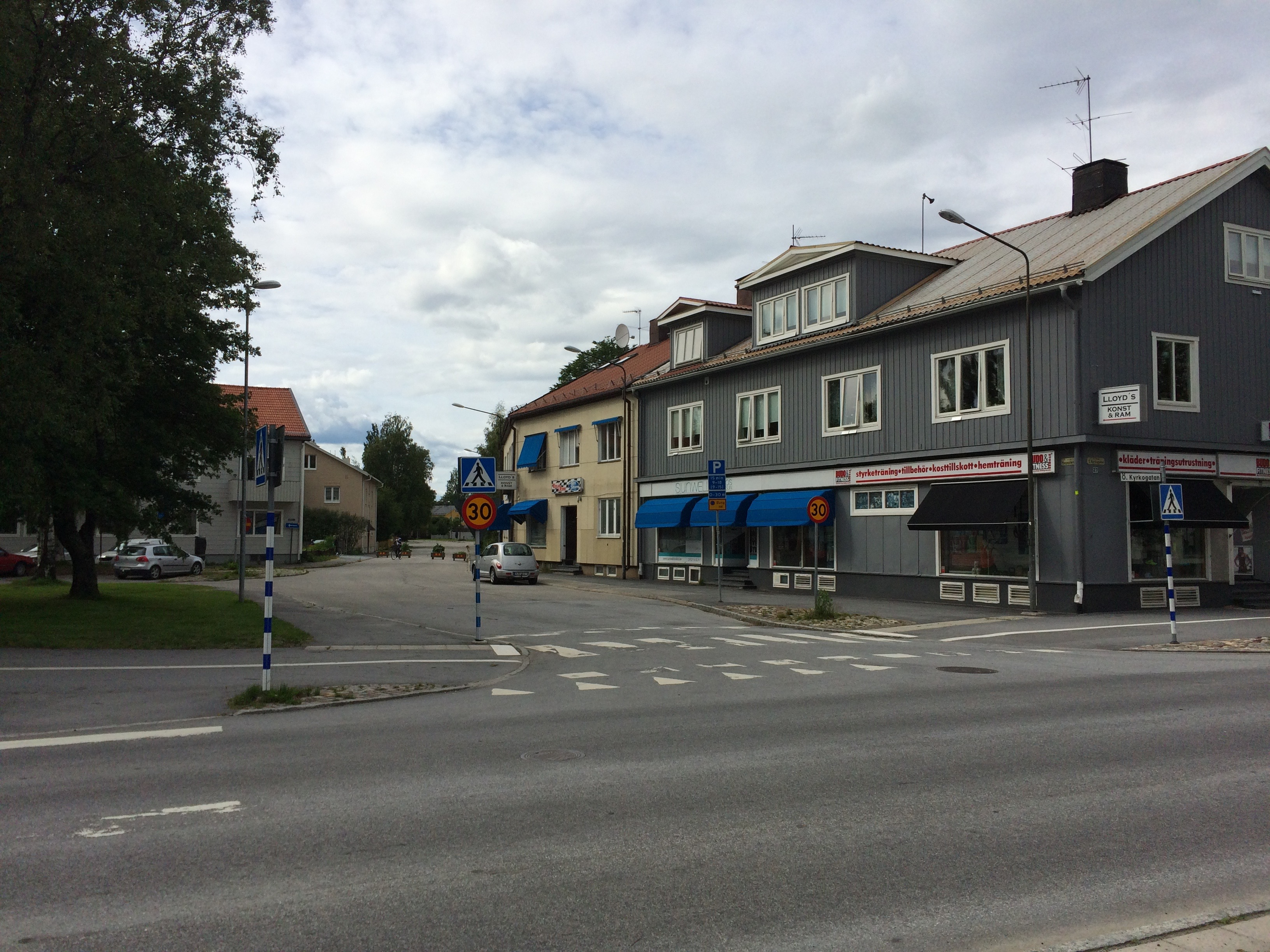
Hagaplan vid Östra kyrkogatan.

När Umeå efter stadsbranden 1888 fick en ny stadsplan (1998) – där den tidigare så brokiga stadskärnan indelades i färre och större kvarter och bebyggdes med mer "stadsmässiga" hus – rymdes inte längre hela stadsbefolkningen i centrala Umeå. Tomtpriserna ökade och människor med lägre inkomst fick söka sig till stadens utkanter. Ett av de områden där "oreglerad bebyggelse" växte fram var Haga, som kom att betraktas som Umeås första förstad.
Hagas äldsta, västra del ligger direkt norr om Umeå centrum. Före stadsbranden fanns där bara någon enstaka jordbruksfastighet och ett antal lador, men redan 1893 redovisas ett 40-tal fastighetsägare på Haga, huvudsakligen längs befintliga kommunikationsleder som den gamla landsvägen mot Ersmark (nuvarande Generalsgatan). Vid slutet av 1800-talet fanns också ett antal byggnader på Fredrikshög – ett område öster om Östra Kyrkogatan som idag motsvaras av bland annat kvarteret Focken vid Fredrikshögsgatan – som från 1930-talet kom att ingå i Haga.

### Arbetare, hantverkare och fattiga
Befolkningen utgjordes vid denna tid främst av arbetare, enklare hantverkare och gårdsägare (jordbrukare). Husen var vanligtvis en- eller tvåfamiljshus av trä med omgivande trädgård. Ända fram till 1920-talet låg Haga utanför stadsplanelagt område, vilket gjorde stadsdelen till något av stadsbornas "avstjälpningsplats – där förlades stadens sopförbränningsanläggning, förorenande industriverksamhet som garveri och fattigstugan, Hagagården. Den kommunala servicen var också länge eftersatt. Centrala Umeå fick elektricitet åren 1892–1899, men Haga fick vänta till 1903, och även utbyggnaden av vatten- och avloppsnät släpade efter.

### Järnvägsarbetare och militärer

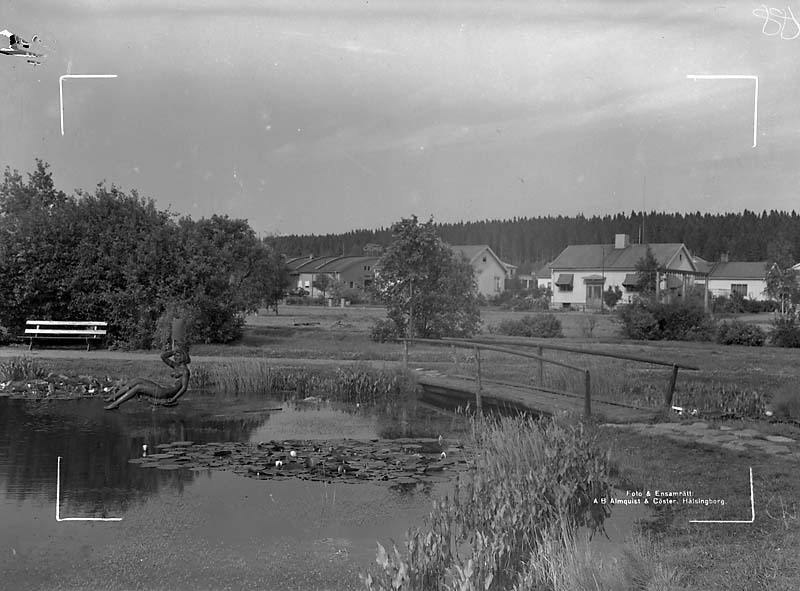
Hagaparken, öster om Östra Kyrkogatan.

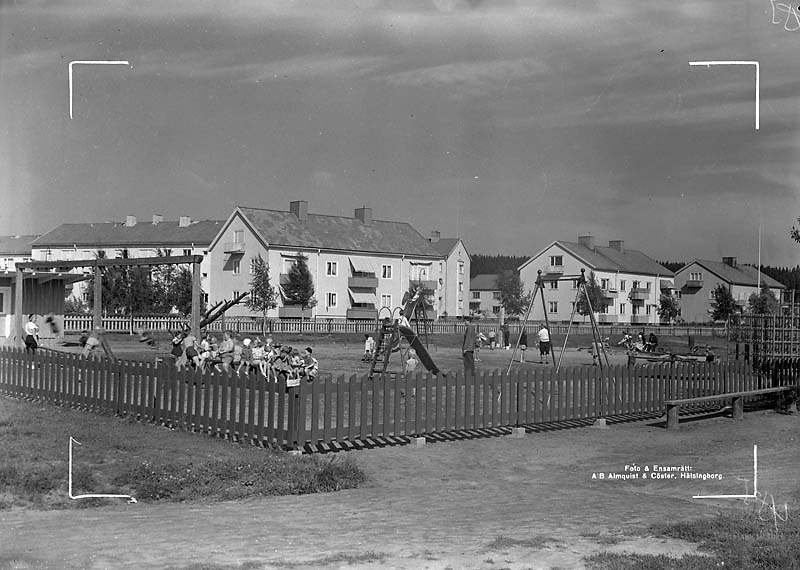
Lekplatsen i Hagaparken, vid Hissjövägen, tidigt 1950-tal.

När järnvägen nådde Umeå 1896 slog sig många järnvägsarbetare ned på det närbelägna Haga. Nya inflyttare följde på etableringen av Dragonregementet (1998) och Västerbottens regemente (1908) – vilket ännu idag kan spåras i kvartersnamn som Banvakten och Konduktören och på gatunamn som Bangatan, Kaptensgatan och Majorsgatan. En ny landsväg byggdes norrut, Mickelsträskvägen (nuvarande Östra Kyrkogatan).
År 1914 tillkallades arkitekt Per Olof Hallman från Överintendentsämbetet för att planlägga förstäderna Haga, Öbacka och Öppen plats (ett område Väst på stan), och hans planförslag för Haga godkändes 1922. Hallman bröt mot det vanliga rutnätssystemet och införde en mer kontinental stil, med ett friare kvarters- och gatunät som utgick från den naturliga terrängen,  befintliga gator (som Korsgatan och Generalsgatan) och befintliga byggnader som de egnahemstomter som 1919 upplåtits vid det så kallade Sandahemmanet vid nuvarande Armbågakroken. Värt att notera är att Haga-området så sent som 1924 användes för renkapplöpningar och som vinterbete för renar från Rans sameby i Ammarnästrakten.
Ett centrum anlades vid Hagaplan, och kring Djupbäcken anlades ett grönområde med "brandavskiljande" syfte, Hagaparken. Ursprungsplanen föreskrev öppen trähusbebyggelse med högst två våningar, men när Östra Haga byggdes under 1930-talet tilläts även inredd vind. Vid det laget hade antalet fastigheter ökat till ett hundratal. Med förtätningen blev jordbrukarna färre, men järnvägsanställda och militärer allt fler. Hagabor skaffade extrainkomster via "Rum för resande", det byggdes kaféer och småskola – och 1925 invigdes Umeås nya arena för fotboll och friidrott, Gammliavallen.

### Bostadsbrist och barnrikehus

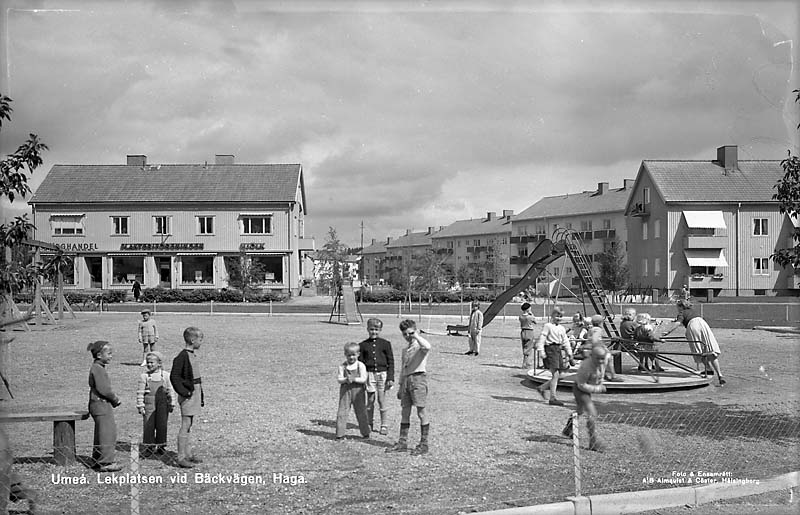
Hagaparken, med Gustav Garvares gata i bakgrunden (i mitten).

Umeå befolkning ökade nu snabbt, från knappt 4 000 år 1900 till drygt 13 000 i slutet av 1930-talet, och med ökande bostadsbrist började staden planera för nybyggande på Haga. 1939 beslöt fullmäktige att upplåta tre kvarter vid Hagaparken för att bygga egnahem för barnrika familjer, och 28 små enplanshus byggdes. År 1942 antogs stadsarkitekt Kjell Wretlings nya stadsplan – som nu omfattade även området öster och norr om Hagaparken, samt Sandbacka upp till kvarteren ovanför Norra kyrkogården.
År 1946 stod HSB:s första fyra trevåningshus, i betong med slätputsade fasader, klara på Stenmarksvägen i kvarteret Huggaren på Haga. Nästa stora projekt var Gustav Garvares gata, som sträcker sig mellan Hagaparken och den nya Sandaparken. På Gustav Garvares uppförde HSB och Riksbyggen åren 1947–49 åtta trevåningshus i betong med 133 moderna lägenheter – med badrum och balkong, parkettgolv i vardagsrummen, elspis och kylskåp – främst avsedda för barnfamiljer och äldre. Nu gjorde också samhällsservicen entré, med mjölkaffär, charkuteriaffär, färghandel och fiskaffär (synliga på bilden till höger).
I Hagaparken mot Hissjövägen byggdes 1952 Umeå första friliggande förskola, ritad av arkitekt Bruno Mathsson. 1954 stod folkskolan Hagaskolan färdig, med 12 klassrum, 4 specialrum och plats för 338 elever.
Det beslöts att folkparken skulle flyttas från Erikslund (östra delen av vad som nu blivit Sandaparken) till det nya idrotts- och industriområdet vid Rothoffsvägen nedanför Gammlia, intill Gammliavallen. Hösten 1958 utökades området med Umeås första fullstora sporthall, Gammliahallen, som inte bara blev en arena för sport utan också för danser och musikarrangemang – inte minst för den jazzfestival som fick sin premiär 1968. Två år senare, 1970, invigdes där också en ny simhall).

### Stadsdelen växer mot norr

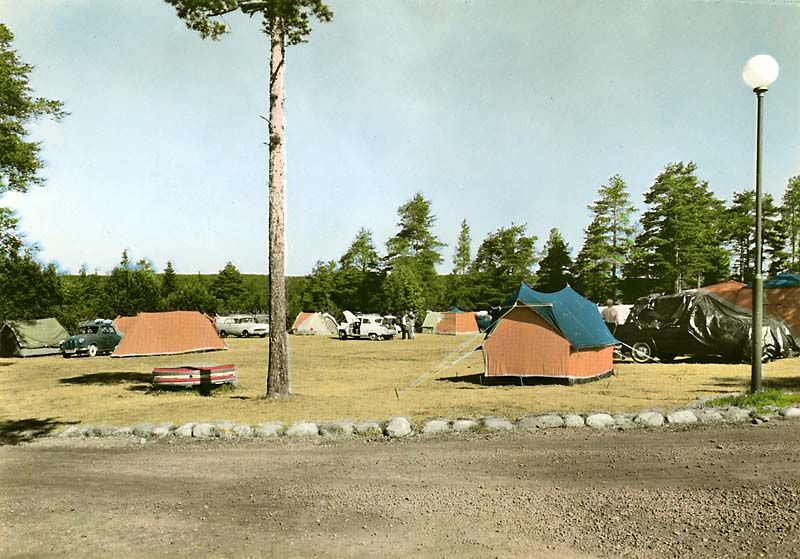
Umeå camping, sent 1940-tal (handkolorerad).

Haga utvidgades också österut mot Stadsliden. Längs gatan Skogsbrynet i västra kanten av Gammliaskogen byggdes 1948–1950 1,5-plansvillor i trä, puts eller tegel, med utsikt över staden. När stenkrossanläggningen vid gatans sydligaste del avvecklades i slutet av 1950-talet byggdes fem punkthus i åtta våningar, inflyttningsklara 1962.
Sedan E4 fått ny sträckning genom Umeå i Västra Esplanadens fortsättning mellan militärområdet och Haga, utvidgades området i början av 1970-talet ytterligare. På Sandabrånet, norr om Hagaskolan, byggdes flerbostadshus, radhus och kedjehus, vanligtvis i gult tegel. Just radhusbyggande präglade årtiondet, och många sådana byggdes för att ersätta äldre småhus och småindustri. Inför bostadsmässan Bo 87 byggdes området Sandahöjd vid Stadslidens högt placerade utlöpare mot norr – som tidigare hyst Umeå camping – där två punkthus nu utgör ett landmärke i staden.

## Andra associationer
Haga blev under några år riksbekant på grund av den serie överfallsvåldtäkter som inleddes där 1998 av den så kallade Hagamannen.